# フレデリク・カイセル

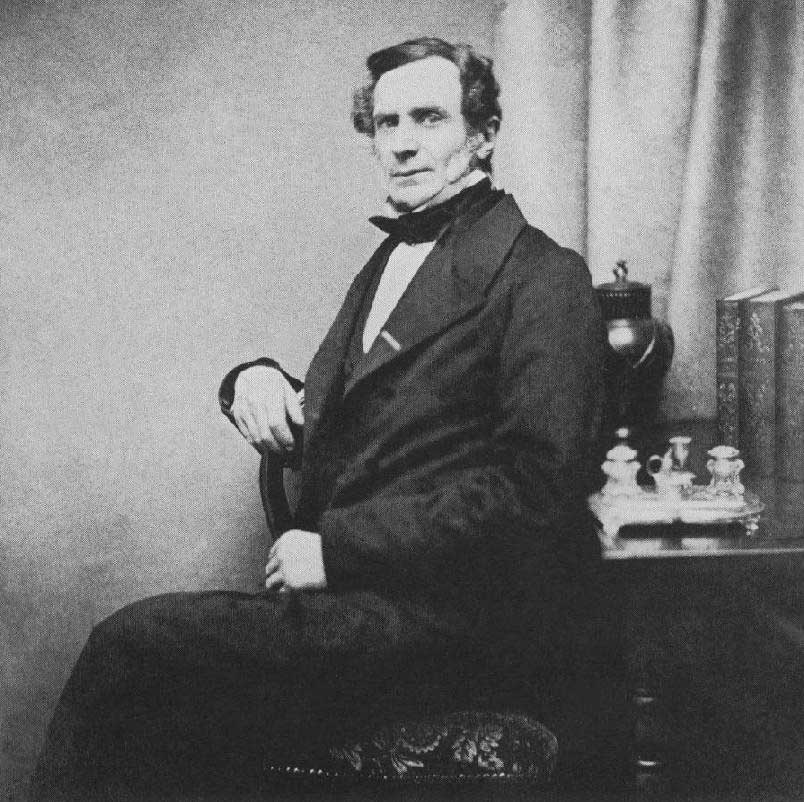
フレデリク・カイセル

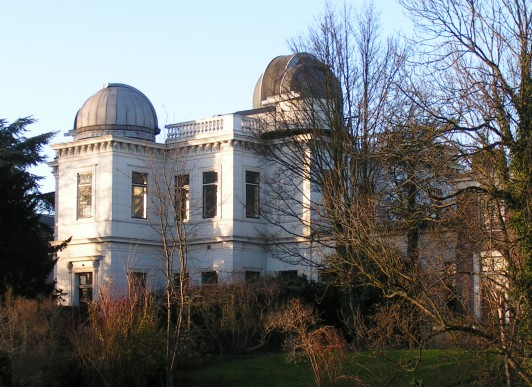
The Old Observatory in Leiden

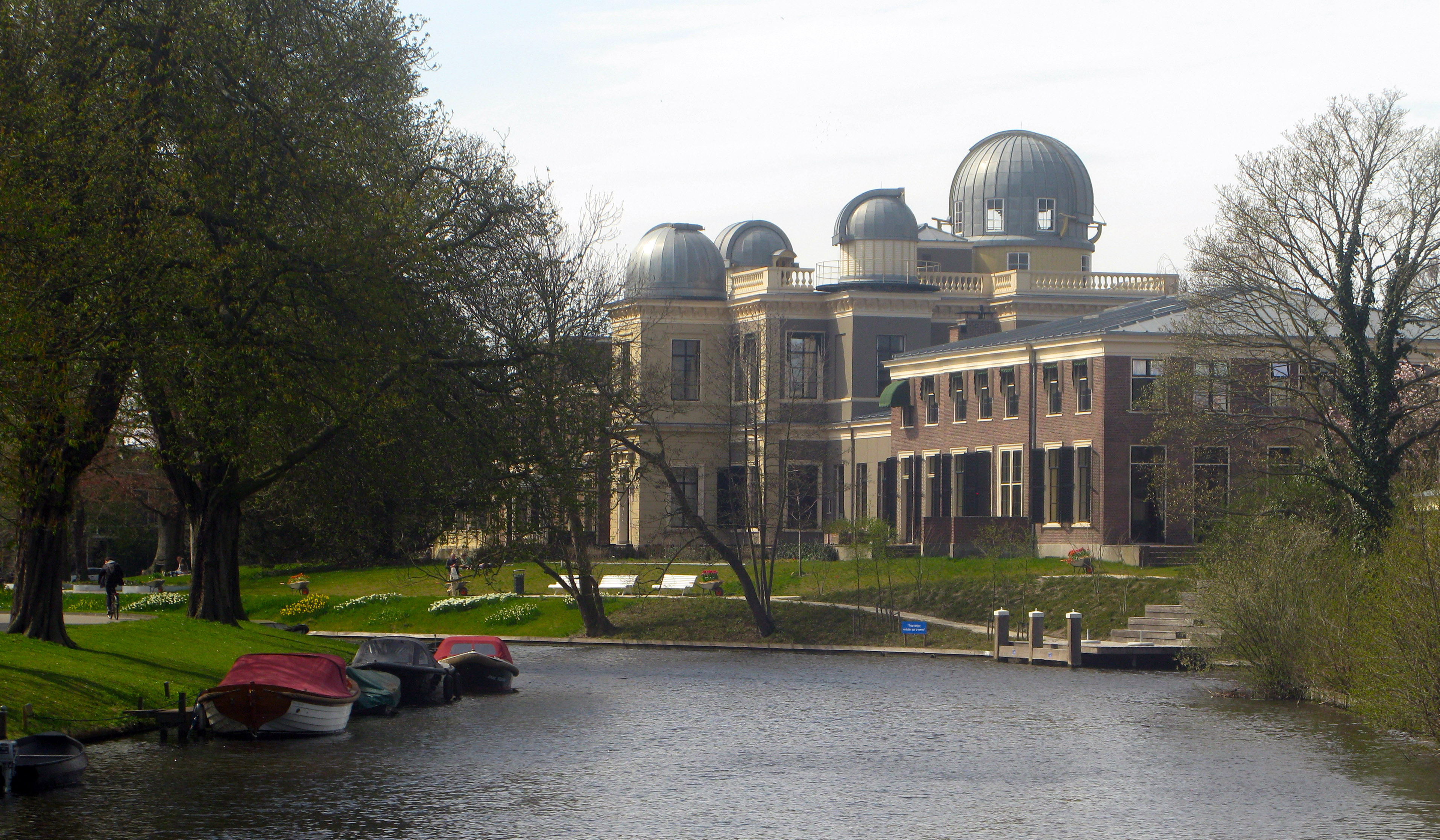
2013 復古後

フレデリク・カイセル（Frederik Kaiser、1808年6月10日 – 1872年7月28日）は、オランダの天文学者。小惑星(1694) カイセルと月のクレーターに命名されている。

## 人物
アムステルダムに生まれた。1838年から没するまでライデン天文台の所長を務めた。 
位置天文学の業績で世界的な評価を得るとともに、オランダにおける天文学の普及に成功し、1861年に最新の設備を備えた天文台（現在はOld Observatoryと呼ばれている）の建設を指導したことにより、オランダの天文学の発展に貢献した。
ライデン天文台で1862年の火星の衝における観測で火星の図面を製作し、火星の自転周期を精密に求めた。